# The Ultimate Ozzy
Albums de Ozzy Osbourne
Bark at the Moon Wicked Videos
The Ultimate Ozzy est une vidéo live du chanteur de heavy metal britannique Ozzy Osbourne sortie en 1986. Enregistrée lors d'un concert donné au Kemper Arena (Kansas City) le 1er avril 1986, elle est sortie sur le label CBS Records et a été diffusée sur la chaîne CBS Television.
Cette vidéo contient des extraits de vidéo-clips mélangés aux chansons live. La majorité des chansons interprétées viennent de l'album The Ultimate Sin, sorti cette même année (1986), le concert ayant été enregistré pendant la tournée de ce disque. Cette vidéo n'a été vendue qu'aux États-Unis et au Royaume-Uni et constitue le dernier témoignage de titres de The Ultimate Sin joués sur scène, Ozzy refusant, depuis, de rejouer en live la moindre chanson de cet album sous-estimé par le public et détesté par la critique. De plus, des problèmes de copyright lui interdiraient d'interprêter des chansons de The Ultimate Sin sur scène.

## Line-up
- Ozzy Osbourne : chant
- Jake E. Lee : guitare et chœurs
- Phil Soussan : basse et chœurs
- John Sinclair : claviers
- Randy Castillo : batterie

## Liste des chansons du concert
1. Shot in the Dark (contient des extraits du vidéo-clip)
2. Bark at the Moon (contient des extraits d'un vidéo-clip réalisé pour l'occasion)
3. Suicide Solution
4. Never Know Why
5. Mr. Crowley (contient des extraits du vidéo-clip)
6. I Don't Know
7. Killer of Giants (suivi d'un solo de Jack E. Lee)
8. Thanks God For The Bomb
9. Lightnin' Strikes (fin en fade-out jouée en play-back)
10. Flyin' High Again
11. Secret Loser (entrecoupé par un solo de Randy Castillo)
12. Iron Man (Black Sabbath) (amputé de son solo)
13. Crazy Train (contient des extraits du vidéo-clip)
14. Paranoid (Black Sabbath)
15. The Ultimate Sin (contient des extraits du vidéo-clip)

C'est un extrait d'une version instrumentale de Shot in the Dark qui accompagne le générique de fin de la vidéo.